# Ophiopsiella
Ophiopsiella es un género extinto de peces actinopterigios prehistóricos. Fue descrito por Lane and Ebert en 2015.
Vivió en Alemania, Francia y Reino Unido.

## Fósiles

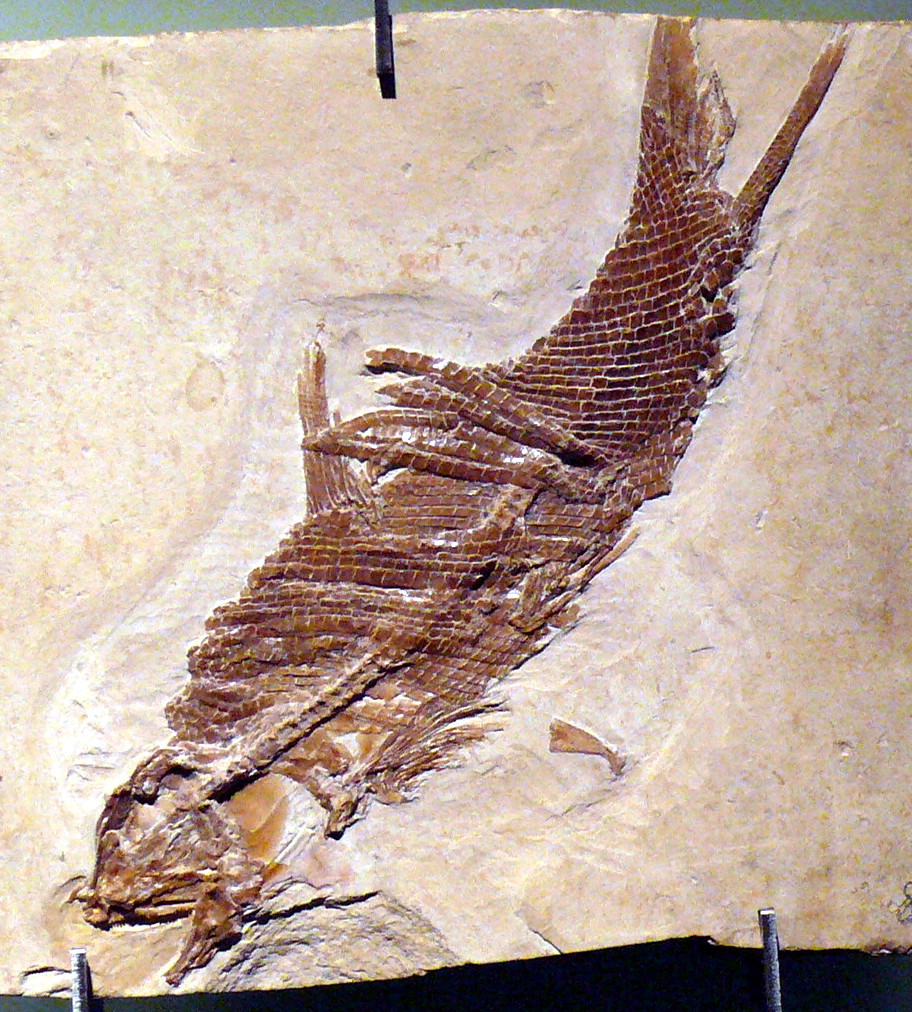
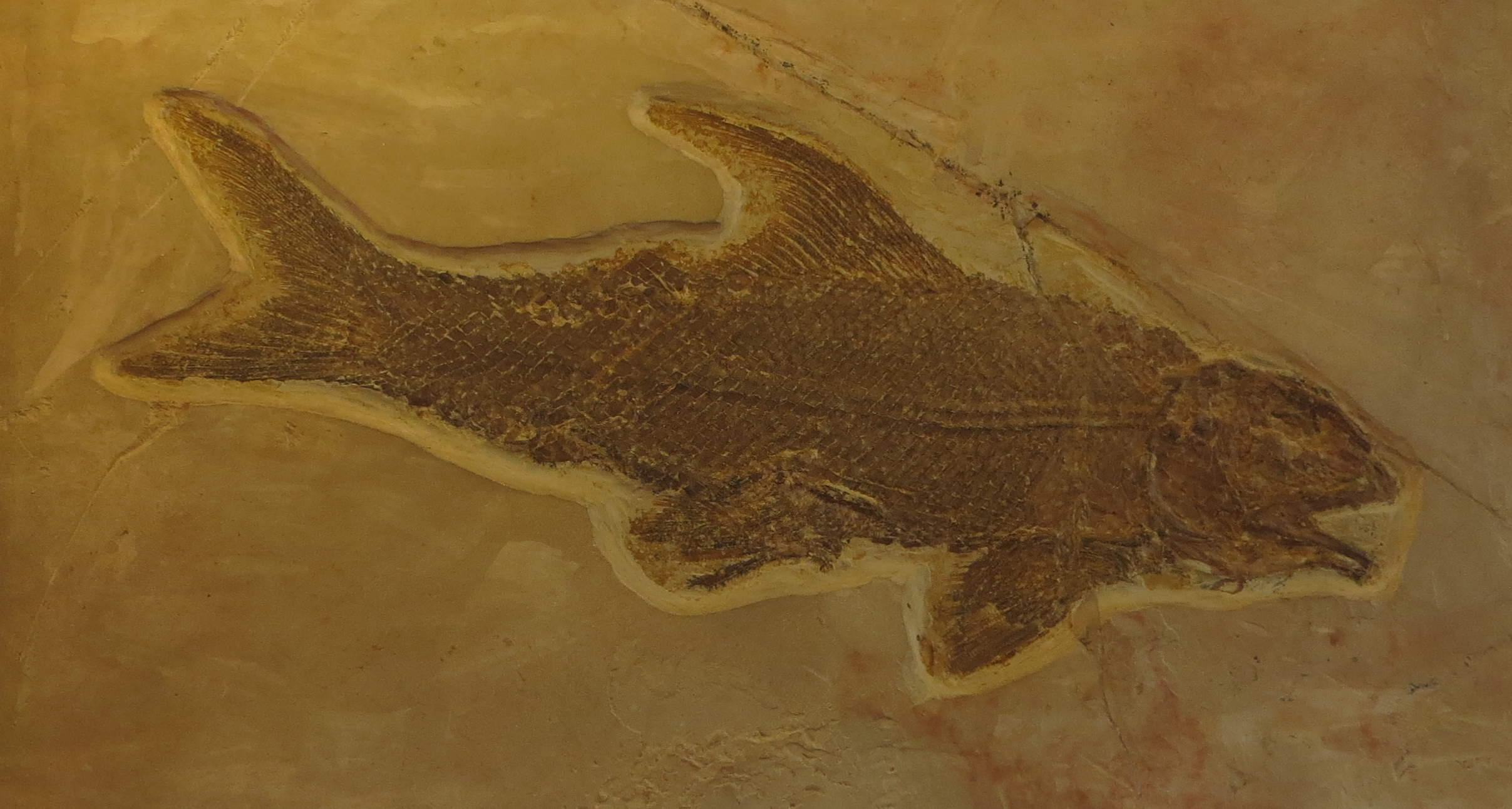
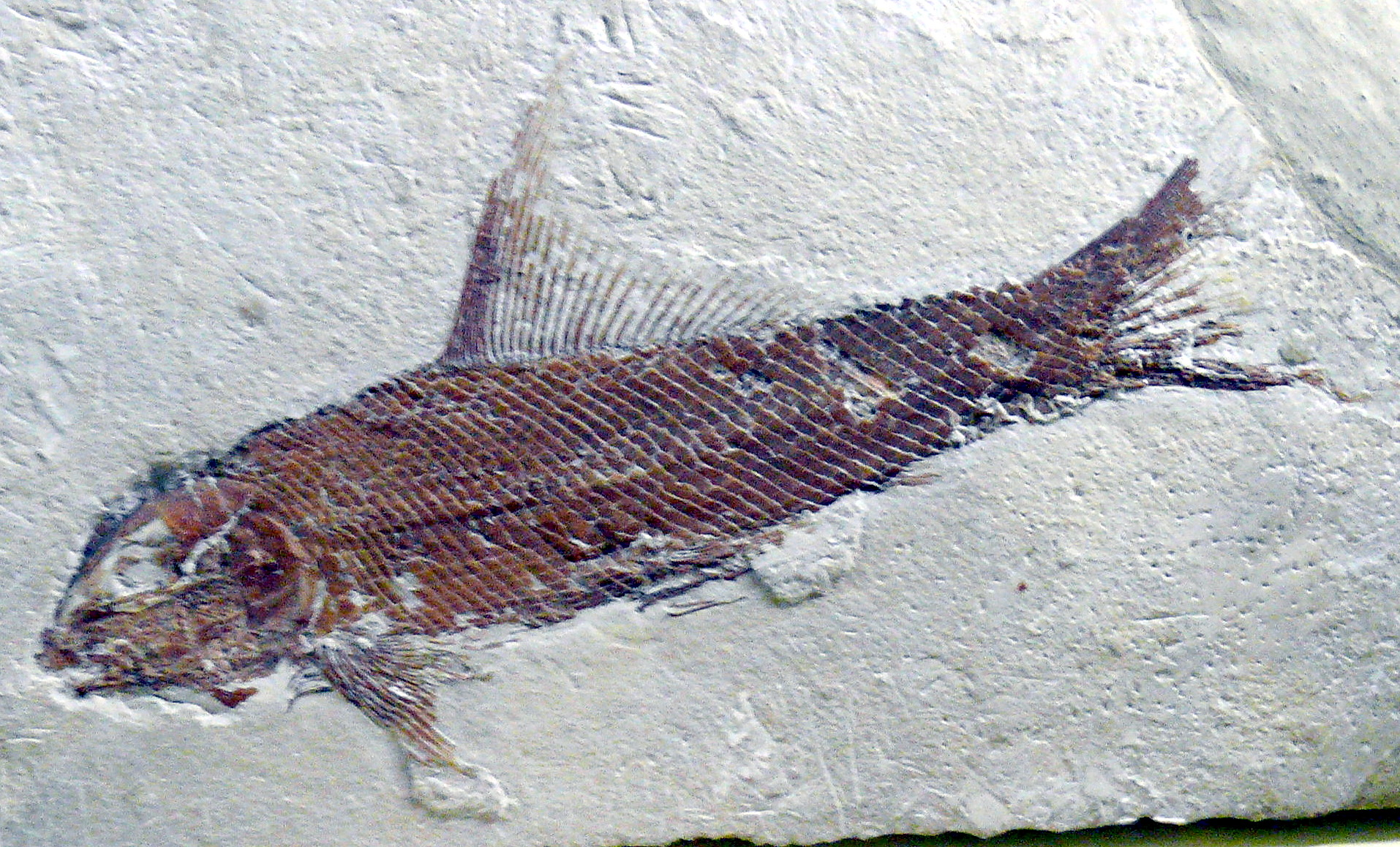
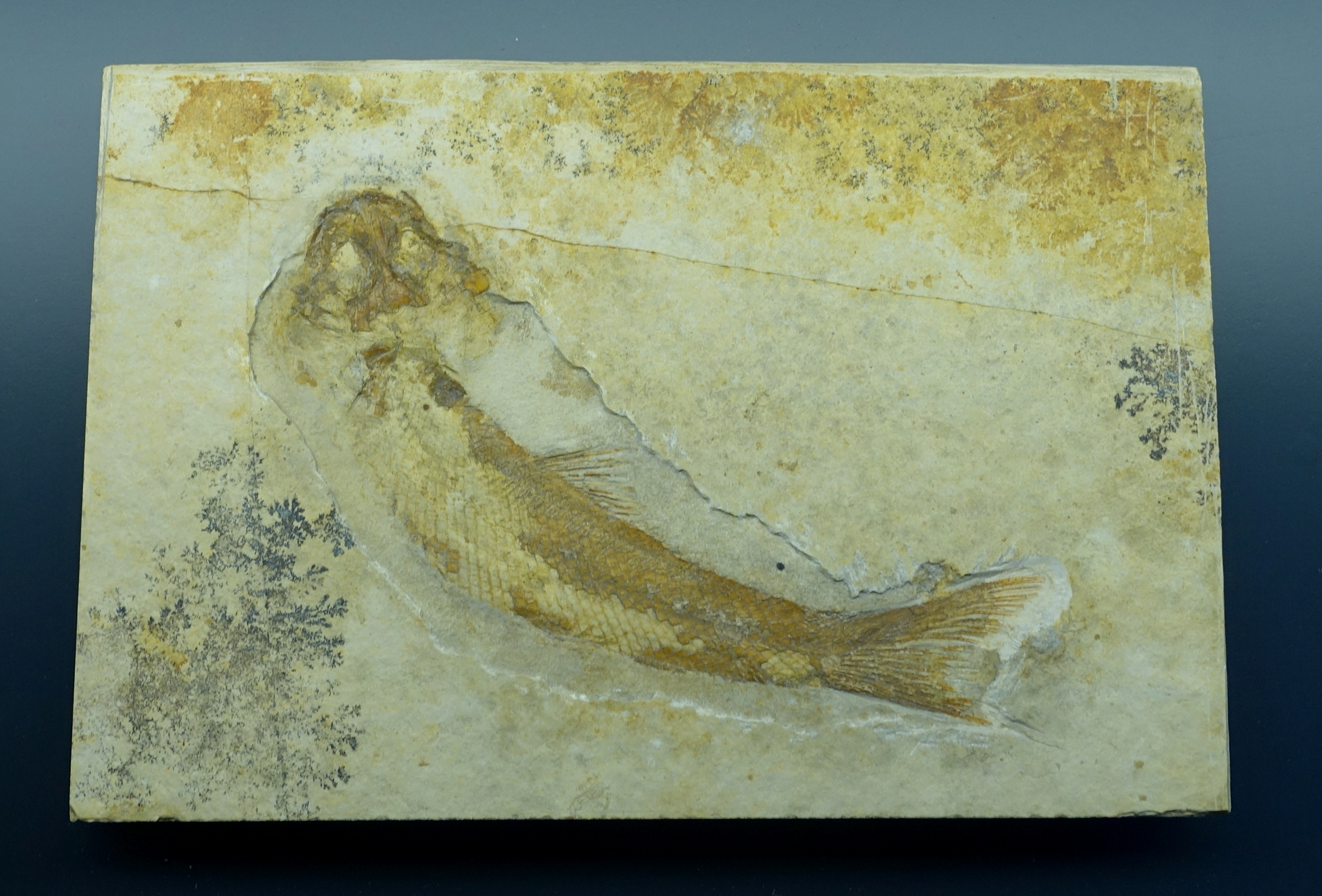